# La Covatilla
A estação de esqui Sierra de Béjar - La Covatilla está localizada no Sistema Central da província de Salamanca, comunidade autônoma de Castela e Leão, Espanha.

## Descrição
O Centro de Turismo "Serra de Béjar" foi inaugurado em 2001. Inicialmente tinha 3 pistas de esqui. A sua construção foi precedida por uma intensa polêmica entre os órgãos ambientais e os promotores do projeto. De facto, o financiamento previsto pela União Europeia para a sua construção foi cancelado devido à sua falta de adaptação aos princípios ambientais comunitários, visto que afectava zonas de elevado valor ambiental na Serra de Candelário, protegidas por diferentes valores: ZEPA ( Zona de Proteção Especial para Aves ), LIC ( Local de Interesse da Comunidade Candelario ) e Reserva da Biosfera ( 2006 ). A construção da estação de esqui e dos seus acessos foi financiada principalmente pela Câmara Provincial de Salamanca e pela Câmara Municipal de Béjar. A exploração actual está a cargo da Câmara Municipal de Béjar, que assumiu a concessão depois de esta ter estado nas mãos da empresa Gecobesa até 2014. Torna-se assim a terceira câmara municipal espanhola a manter e possuir uma estação de esqui depois das de Tavascán (Tavascán, Lleida) e La Pinilla (Cerezo de Arriba, Segóvia).
Situa-se na Serra de Béjar, no município de La Hoya, província de Salamanca. Atualmente tem 24 pistas e pouco mais de 20 quilômetros esquiáveis, entre uma altura mínima de 2.000m e máxima de 2.360m.
Orientado para o nordeste, o sol não afeta a qualidade da neve. A queda de neve ocorre como consequência da entrada de massas de nuvens do Atlântico. Os problemas que enfrenta incluem formação de gelo, nevascas e nevoeiros persistentes. Em 2005, o número de dias esquiáveis era 109.
Uma das principais atracções desta estação são as suas vistas, visto que de muitas das encostas avista-se a cidade de Béjar, a Serra de Gredos e muitas mais serras e aldeias.
Em 2015, a estação de esqui La Covatilla obteve um lucro de quase meio milhão de euros, sendo este o seu maior rendimento desde a inauguração.

## Serviços
Os habituais neste tipo de instalações: refeitório, restaurante, esplanada, sanitários, aluguer de equipamentos, posto de primeiros socorros, loja de acessórios, canhões de neve e escola de esqui.

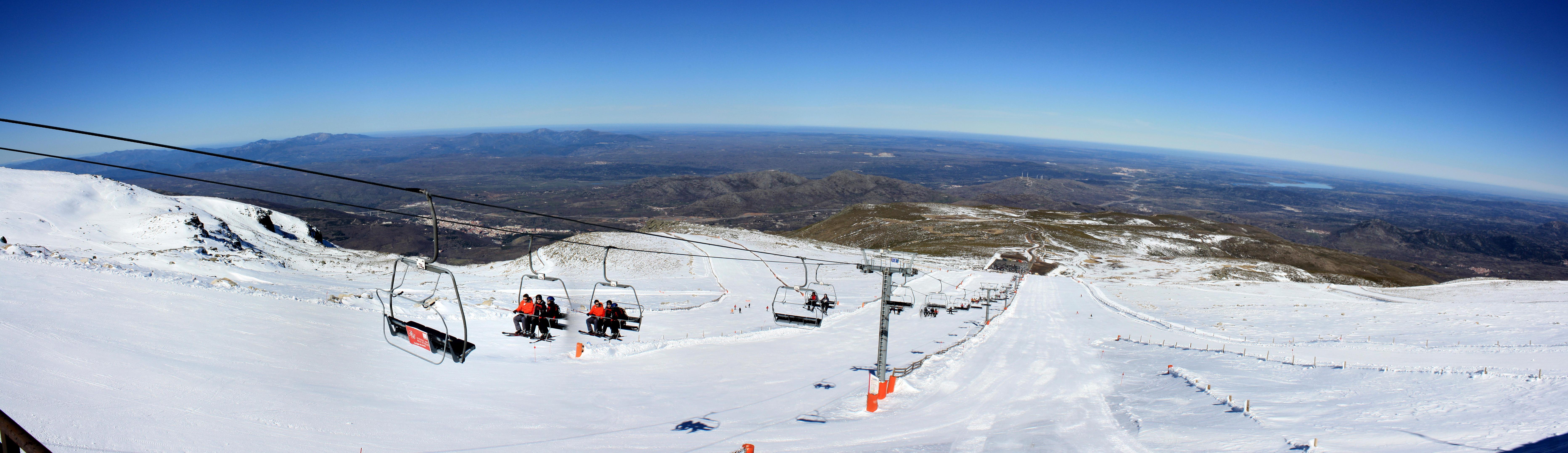
Panorâmica do ponto de vista.

## Ciclismo
Esta estação de esqui também é conhecida por ter sido o fim da etapa em várias ocasiões da Vuelta a España. A subida que se inicia em Béjar, tem 18 km a uma inclinação média de 5,7%, com troços de até 16,4%.
| Edição | Vencedor              |
| ------ | --------------------- |
| 2002   | Santiago Blanco       |
| 2004   | Felix Rafael Cardenas |
| 2006   | Danilo di Luca        |
| 2011   | Daniel Martin         |
| 2018   | Benjamin King         |